# 1. Liga (Tschechoslowakei) 1965/66
Die Spielzeit 1965/66 der 1. Liga  war die 23. reguläre Austragung der höchsten Eishockeyspielklasse der Tschechoslowakei. Mit 56 Punkten setzte sich ZKL Brno durch. Für die Mannschaft war es ihr insgesamt elfter tschechoslowakischer Meistertitel.

## Modus
Im Gegensatz zur Vorsaison wurde die Teilnehmerzahl um zwei auf zehn Mannschaften verringert, die die gesamte Saison in einer gemeinsamen Hauptrunde bestritten. Jede Mannschaft spielte vier Mal gegen jede andere Mannschaft, so dass die Gesamtanzahl der Spiele pro Mannschaft 36 Spiele betrug. Meister wurde der Gewinner der Hauptrunde. Der Tabellenletzte stieg direkt in die 2. Liga ab.

## Tabelle
| Pl. | Team                    | Sp. | S  | U | N  | Torv.   | Pkt. |
| --- | ----------------------- | --- | -- | - | -- | ------- | ---- |
| 1.  | ZKL Brno                | 36  | 25 | 6 | 5  | 203:92  | 56   |
| 2.  | Dukla Jihlava           | 36  | 26 | 4 | 6  | 197:94  | 56   |
| 3.  | Slovan CHZJD Bratislava | 36  | 23 | 6 | 7  | 191:122 | 52   |
| 4.  | Spartak ČKD Prag        | 36  | 18 | 7 | 11 | 144:121 | 43   |
| 5.  | Tesla Pardubice         | 36  | 18 | 4 | 14 | 174:145 | 40   |
| 6.  | TJ SONP Kladno          | 36  | 12 | 3 | 21 | 145:187 | 27   |
| 7.  | Dukla Košice            | 36  | 9  | 8 | 19 | 105:131 | 26   |
| 8.  | TJ Gottwaldov           | 36  | 9  | 4 | 23 | 111:189 | 22   |
| 9.  | CHZ Litvínov            | 36  | 9  | 2 | 25 | 104:198 | 20   |
| 10. | TJ Spartak LZ Plzeň     | 36  | 6  | 6 | 24 | 88:180  | 18   |

Bester Torschütze der Liga wurde Jan Klapáč von Dukla Jihlava, der in den 36 Spielen seiner Mannschaft 41 Tore erzielte.

### Meistermannschaft von ZKL Brno
| Torhüter      | Vladimír Nadrchal, Jaromír Přecechtěl, Dvořák |
| Abwehrspieler | Rudolf Potsch, Ladislav Olejník, František Mašláň, Jaromír Meixner, Břetislav Kocourek                                                                                                 |
| Stürmer       | Vlastimil Bubník, Richard Farda, Rudolf Scheuer, Josef Černý, František Vaněk, Ivo Winkler, František Ševčík, Zdenék Kepák, Bronislav Danda, Jaroslav Jiřík, Karel Skopal, Josef Barta |
| Trainer       | Vladimír Bouzek |

## 1. Liga-Qualifikation
Die Gewinner der vier Zweitligagruppen, VTŽ Chomutov, Motorlet Prag, VŽKG Ostrava und Dukla Trenčín spielten in Hin- und Rückspiel um die Aufnahme in die 1. Liga für die folgende Spielzeit. Dabei setzte sich VŽKG Ostrava mit elf Punkten durch und stieg in die 1. Liga auf.
| Platz | Team             | Punkte |
| ----- | ---------------- | ------ |
| 1.    | VŽKG Ostrava     | 11     |
| 2.    | VTŽ Chomutov     | 7      |
| 3.    | TJ Motorlet Prag | 4      |
| 4.    | Dukla Trenčín    | 2      |